# 伴剛一
伴 剛一（ばん たけかず）は、日本の作曲家。

## 人物
三重県出身・在住。1988年、『はる』で第18回創作合唱曲公募入賞。2000年、『ふたたび私も…』で第11回朝日作曲賞入賞。2001年度三重県文化新人賞受賞。2005年度津市文化奨励賞受賞。谷川俊太郎の詩に多く曲をつけている。

## 代表作品
- 混声合唱組曲「二十億光年の孤独」(詩：谷川俊太郎)
- 男声合唱曲「はる」（詩：谷川俊太郎）
- 混声合唱組曲「ふたたび私も…」（詩：永瀬清子）
- 女声(同声)合唱組曲「男の子のマーチ」（詩：谷川俊太郎）
- 混声合唱のための「すこやかに　おだやかに」(詩：谷川俊太郎)
- 混声合唱とピアノのための「いのちの木を植える」（詩：谷川俊太郎）イオン植樹テーマソング
- 女声合唱とピアノのための「いのちの木を植える」
- 「立ちつくす」(混声、女声 / 詩：長田弘)
- 混声合唱曲「三重民謡集」
  - 伊勢音頭
  - 桑名ノ殿様
  - 鈴鹿馬子唄
  - 尾鷲節
- 合唱オペラ「幽玄」